# Plus One / TIME
《Plus One / TIME》，日本男歌手平井堅的第39張單曲，也是第三張雙A面單曲。2016年5月25日發行。

## 概要
- 平井堅於2016年發行的第一張單曲，距上張單曲《唯有妳能鼓動的心跳》約10個月。
- 繼《Canvas／你・好・棒♥》與《非愛不可／相同的寂寞》後，第三張雙A面單曲。
- 收錄朝日電視台日劇《Good Partner 無敵律師》主題歌。
- 因成長於三重縣的地緣關係，受邀擔任第42屆於日本三重縣伊勢志摩舉行的G7高峰會應援大使，並創作了應援主題曲。

## 收錄曲目

### CD

#### 初回限定盤
1. Plus One
  - 詞曲：平井堅／編曲：UTA
  - 朝日電視台電視劇《Good Partner 無敵律師》主題歌
2. TIME
  - 詞曲：平井堅／編曲：鷺巢詩郎
  - 《伊勢志摩高峰會》應援主題曲

#### 通常盤
1. Plus One
2. TIME
3. Ken Hirai 20th Anniversary Mega Mix vol.2
4. Plus One -backing track-
5. TIME -less vocal-

### DVD
※ 初回生産盤限定
1. KEN HIRAI TV Vol.5「歌バカ けん散歩 in 伊勢志摩」

## 外部連結
- Sony Music的作品介紹
  - 初回生産限定盤（页面存档备份，存于）
  - 通常盤（页面存档备份，存于）